# Liptynit
Grupa liptynitu – grupa macerałów występująca zarówno w węglach brunatnych i kamiennych.

## Węgle brunatne
Grupa liptynitu w węglach brunatnych – grupa macerałów utworzona ze spor, pyłków, żywic, wosków. Grupa charakteryzuje się najciemniejszą barwą w porównaniu z pozostałymi macerałami (barwa czarna, ciemnobrunatna, pomarańczowa w świetle białym odbitym). Fluorescencja jest najsilniejsza w porównaniu z pozostałymi grupami macerałów, barwa zielonkawa, zielonkawo-żółta, jaskrawo żółta, pomarańczowa. Refleksyjność jest najniższa. Morfologia nitkowata, tasiemcowata, owalna i kulista. Grupa ta obejmuje następujące macerały:
- alginit
- chlorofylinit
- kutynit
- liptodetrynit
- rezynit
- sporynit
- suberynit

## Węgle kamienne
Grupa liptynitu w węglach kamiennych – grupa macerałów węgli kamiennych, która charakteryzuje się najciemniejszą barwą w porównaniu z pozostałymi grupami (ciemnobrunatna, ciemnostalowo-szara, pomarańczowawa w świetle białym). W czasie drugiego skoku uwęglenia macerały te stają się coraz jaśniejsze i wreszcie po przejściu drugiego skoku uwęglenia nie można ich odróżnić od witrynitu. Fluorescencja jest najsilniejsza w porównaniu z pozostałymi grupami (żółta, pomarańczowa, czerwona). Refleksyjność zawsze najniższa w porównaniu z pozostałymi grupami macerałów. Pod względem chemicznym charakteryzują się wysoka zawartością części lotnych co powoduje, że ich ciężar właściwy będzie najniższy w porównaniu z dwiema pozostałymi grupami. Morfologia: tasiemkowata, nitkowata, czasami występują ziarna nieregularne, owalne, kuliste. W obrębie tej grupy wyróżnia się:
- alginit
- kutynit
  - krassikutynit
  - tenuikutynit
- liptodetrynit
- rezynit
- sporynit
  - megasporynit
- suberynit